# Моховка (Хиславичский район)
Моховка — исчезнувшая деревня в Хиславичском районе Смоленской области России.
Располагалась между деревнями Хиславичского района Шимоновка, Хохловка, Шатиловка и деревней Починковского района — Митюли . У истока речки Выдра. В 15 км к северо-востоку расположен город Починок.

## История
Впервые упоминается в Списке Населённых Мест Смоленской губернии от 1859 года, как деревня Рославльского уезда с 9 дворами и 90 жителями.
Также она есть на картах РККА 1924 и 1926 годов, когда в ней располагалось 12 дворов.
В справочнике административно-территориального деления Смоленской области от 1981 года указано, что деревня Моховка Хиславичского района упоминается в систематических списках до 1943 года.
На картах 1970-х годов деревни уже нет. На карте Госгисцентра от 2010 года на месте деревни отмечено урочище Моховка.